# Graphosoma
Graphosoma är ett släkte av insekter som ingår i familjen Bärfisar (Pentatomidae).

## Arter
Släktet innehåller tio arter:
- Graphosoma alkani Lodos, 1959
- Graphosoma consimile Horváth, 1903
- Graphosoma interruptum White, 1839
- Graphosoma italicum (Müller, 1766)
- Strimlus – Graphosoma lineatum (Linnaeus, 1758)
- Graphosoma melanoxanthum Horváth, 1903
- Graphosoma rubrolineatum (Westwood, 1837)
- Graphosoma semipunctatum (Fabricius, 1775)
- Graphosoma stali Horváth, 1881
- Graphosoma inexpectatum Carapezza & Jindra, 2008

## Bildgalleri

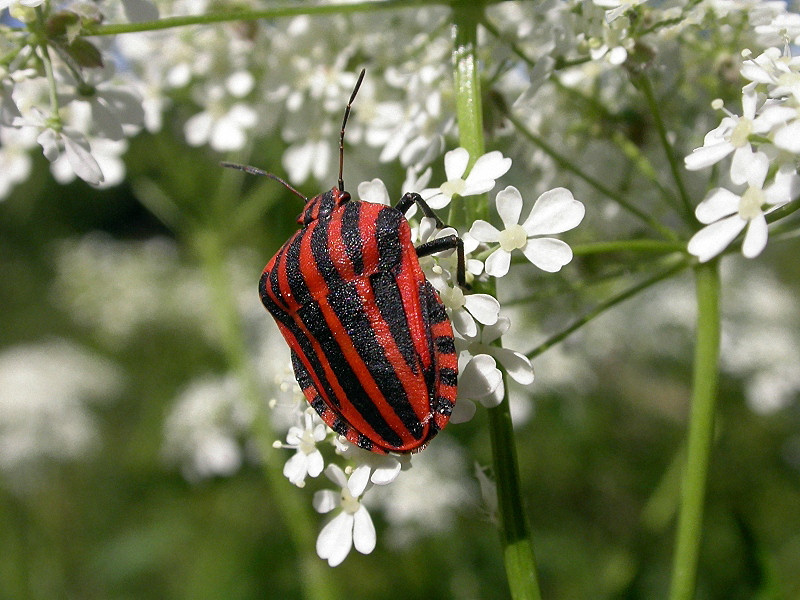